# Agrilus viridicaerulans
Agrilus viridicaerulans é uma espécie de insetos coleópteros polífagos pertencente à família Buprestidae.
A autoridade científica da espécie é Marseul, tendo sido descrita no ano de 1868.
Trata-se de uma espécie presente no território português.